# Calima
Calima är ett meteorologiskt fenomen som främst förekommer över Kanarieöarna men ibland även över det spanska fastlandet samt Balearerna. Det består av damm i luften som kommer från Sahara flera gånger per år, oftast vintertid men ibland även sommartid. Den uppkommer vid ett högtryck över Nordafrika, som dras ut mot en passerande kallfront norr om Kanarieöarna. Med vindar följer damm från de torra områden i Nordafrika, där vindarna börjar.
Calima minskar sikten och ger luften en grå, gul- eller rödaktig färg, beroende på från vilket område dammet kommer. Calima förs med ostliga, sydostliga eller sydliga vindar och temperaturen brukar stiga på grund av de vanligtvis varma vindarna. Calima är mikroskopiskt små solida partiklar som hänger i luften eller har lyfts upp från marken av vinden. Partiklarna är torra och så små att de är osynliga för blotta ögat, men så rikliga att luften blir nästan ogenomskinlig. Då luften har det här utseendet, sikten förkortas till mindre än 10 kilometer och luftens relativa fuktighet är mindre än 70 % används termen calima i väderleksrapporterna.

Calima på Gran Canaria.